# Rashladna tečnost
Rashladna tečnost je supstanca, koji se koristi za smanjenje ili regulisanje temperature sistema. Idealna rashladna tečnost ima visok toplotni kapacitet, niski viskozitet, jeftina je, netoksična, hemijski inertna i ne izaziva niti podstiče koroziju sistema za hlađenje. Neke primene takođe zahtevaju da rashladna tečnost bude električni izolator.
Dok se termin „rashladna tečnost“ obično koristi u automobilskim i HVAC aplikacijama, u industrijskoj preradi fluid za prenos toplote je jedan tehnički termin koji se češće koristi na visokim temperaturama, kao i u proizvodnim primenama na niskim temperaturama. Termin takođe obuhvata tečnosti za sečenje. Industrijska tečnost za sečenje je široko klasifikovana kao rashladna tečnost rastvorljiva u vodi i tečnost za sečenje. Rashladno sredstvo rastvorljivo u vodi je emulzija ulja u vodi. Ona ima različit sadržaj ulja od bezuljnog sredstva (sintetičko rashladno sredstvo).
Rashladni fluid može ili da zadrži svoju fazu i ostane tečan ili gasovit, ili može da prođe kroz faznu tranziciju, sa latentnom toplotom koja doprinosi efikasnosti hlađenja. Ovo poslednje, kada se koristi za postizanje temperature ispod ambijentalne, je poznatije kao refridžerant.

## Spoljašnje veze
- US Environmental Protection Agency page on the GWPs of various substances
- Green Cooling Initiative on alternative natural refrigerants cooling technologies